# Wielkie Ateny
Wielkie Ateny – aglomeracja w Grecji, w Attyce, obejmuje Ateny i Pireus oraz ich miasta satelickie. W 1990 r. region zamieszkiwało 3,5 mln mieszkańców. Obecnie ich liczbę ocenia się na ponad 4 mln, są to jednak dane szacunkowe, gdyż meldunek w nowym miejscu zamieszkania nie jest w Grecji obowiązkowy, wystarcza zameldowanie w miejscu przechowywania rejestru urodzeń. Ponadto w aglomeracji Aten przypuszczalnie mieszkało dawniej co najmniej 1 mln obcokrajowców – osób bez greckich korzeni.  Jeszcze w grudniu 2009 posłowie Komisji Gospodarki Przestrzennej Parlamentu oceniali, że liczba mieszkańców Wielkich Aten wynieść może około 8 mln mieszkańców w 2030 roku. Obecnie, wobec następstw kryzysu ekonomicznego, znacząco zmalała liczba cudzoziemców, zwłaszcza tych przebywających nielegalnie. Powierzchnia aglomeracji wynosi około 430 km².

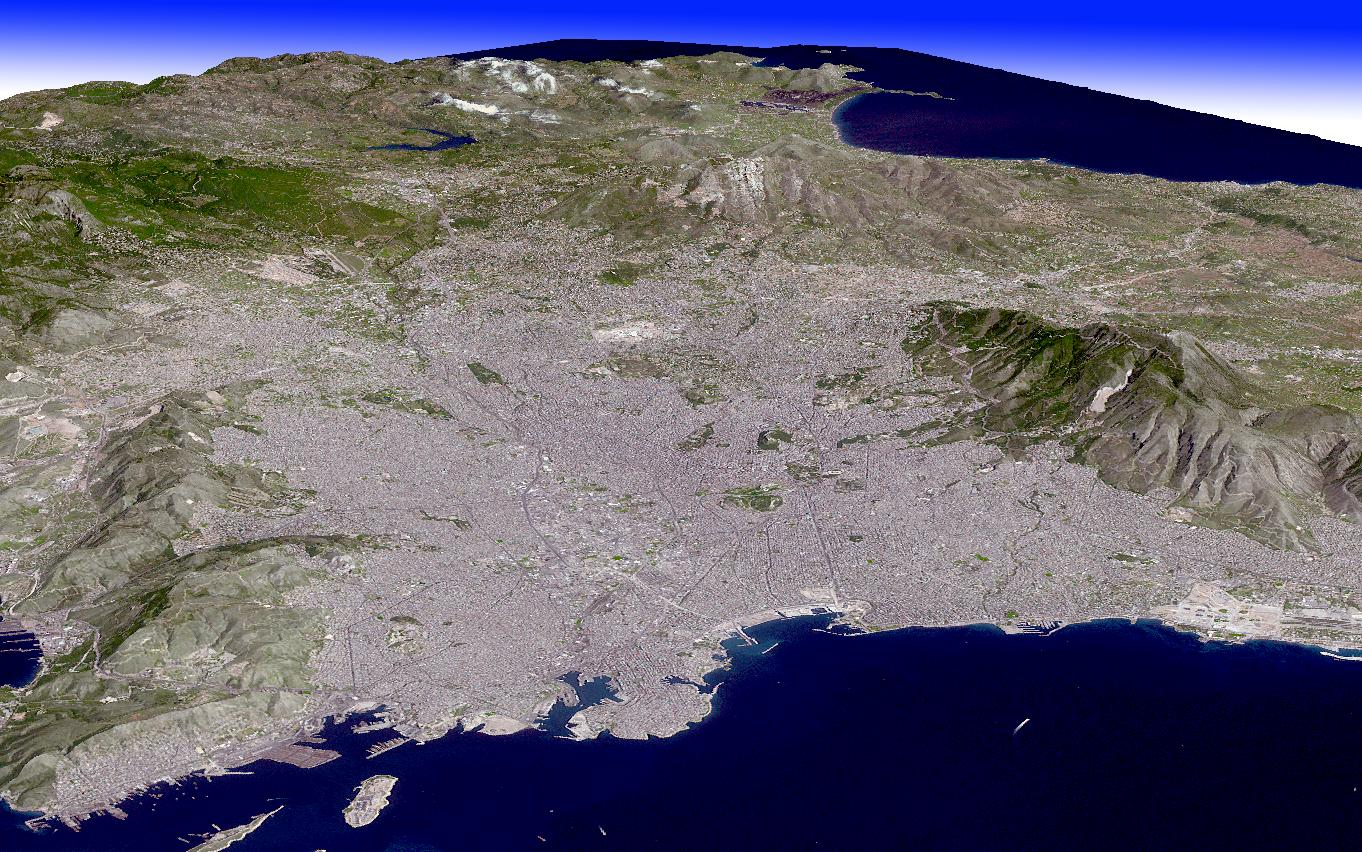
Przestrzenna wizualizacja zdjęcia satelitarnego aglomeracji ateńskiej. Widoczne jest kotlinowane wgłębienie terenu otwarte w kierunku Zatoki Sarońskiej, otoczone kilkoma pasmami gór. Niewielkie zielone wyspy pośród zabudowy to słynne wzgórza: Akropol, Likawitos oraz parki
Wielkie Ateny − miasto Olimpiady 2004. Centralny Stadion Olimpijski O.A.K.A. położony jest w dzielnicy Marusi
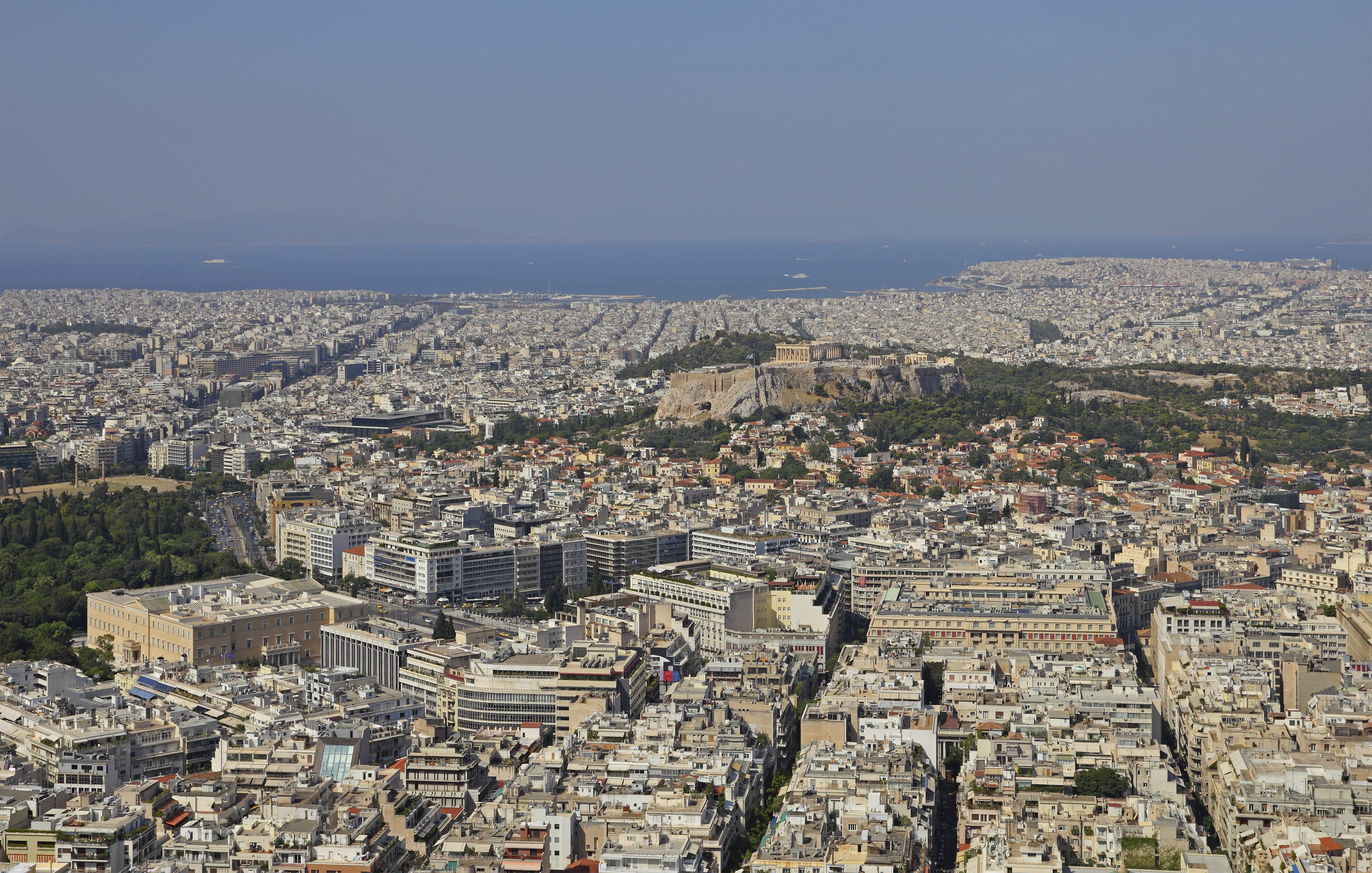
Panorama południowych dzielnic Wielkich Aten, ze wzgórza Likawitos, położonego w centrum miasta
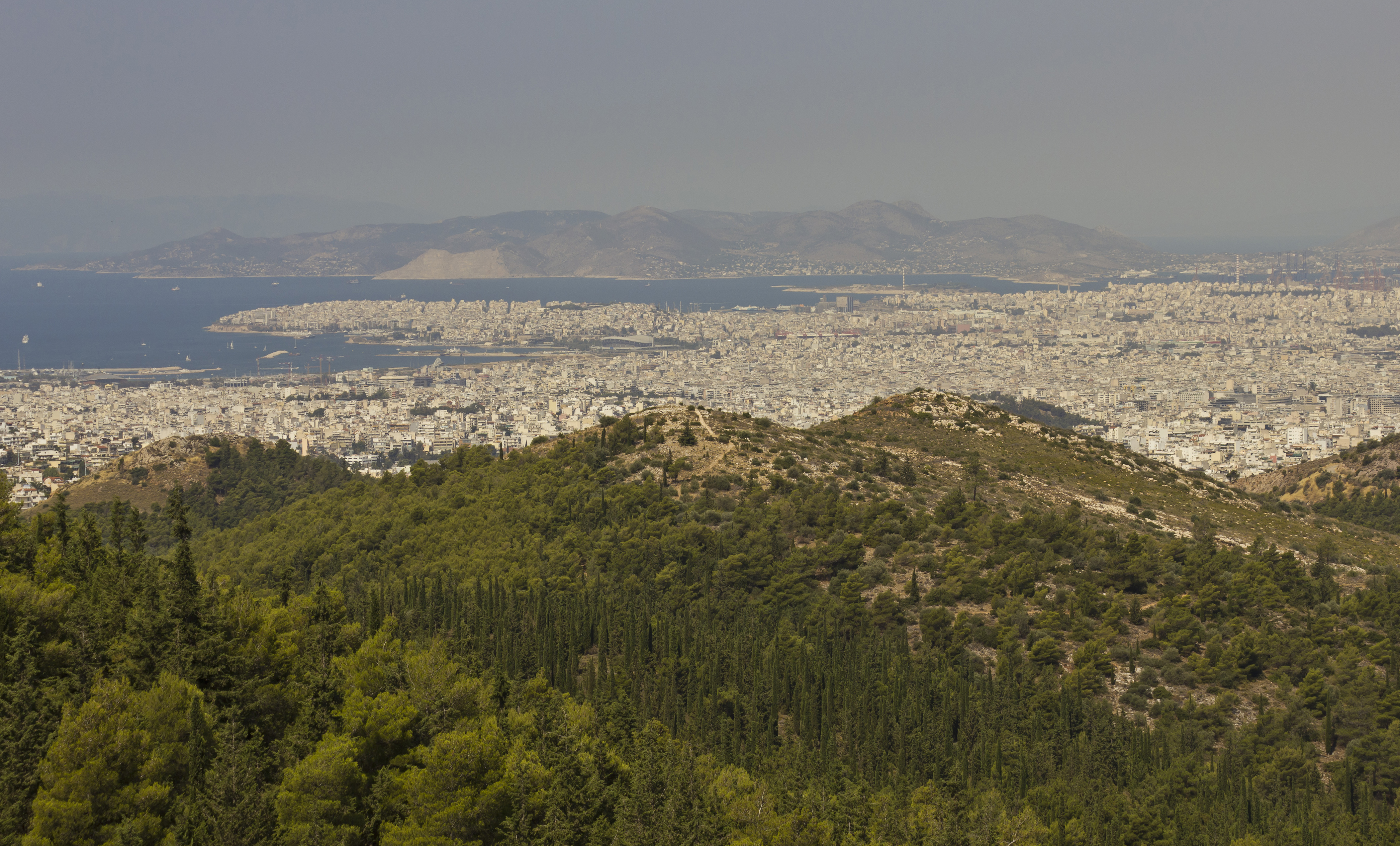
Panorama północno-zachodnich dzielnic Wielkich Aten, z Kesariani, ze zboczy Imittosu